# Johannes-Nepomuk-Kapelle (Zwischenbrücken)

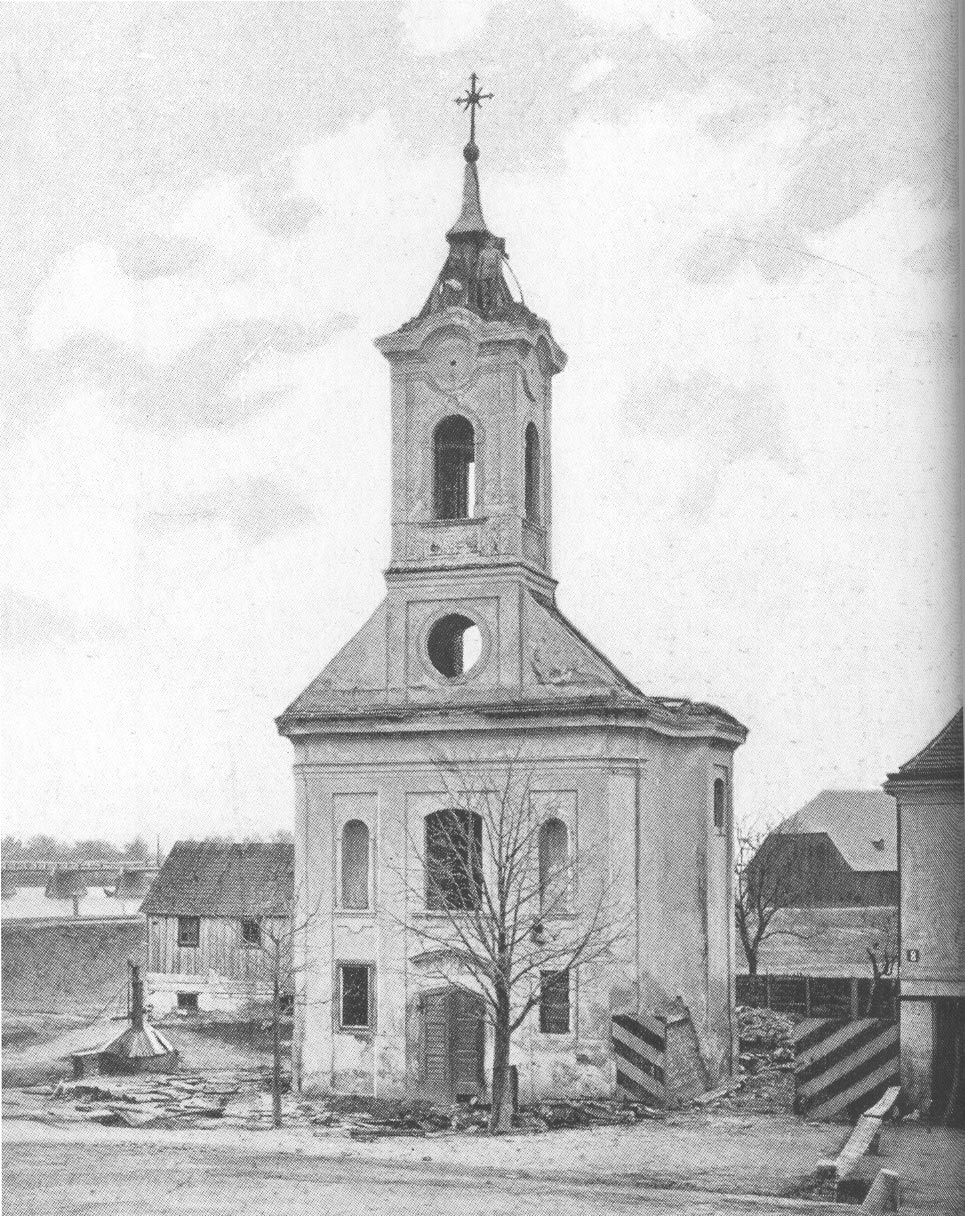
Abbruch der Johannes-Nepomuk-Kapelle

Die Johannes-Nepomuk-Kapelle befand sich im Äußeren Zwischenbrücken in einer kleinen Siedlung, die Anfang der 1870er Jahre der Wiener Donauregulierung weichen musste. Sie befand sich südöstlich der Stelle, wo seit 1875 die heutige Floridsdorfer Brücke den Hubertusdamm (von hier südwärts bis 1924 2., dann 21. Wiener Gemeindebezirk, Floridsdorf) überquert.

## Geschichte
Am südlichen Ende der Brücke über den damaligen Hauptarm des Stromes (sie führte vom nördlich der Donau liegenden Ort Floridsdorf zur Straße durch die Donauauen und die Leopoldstadt nach Wien) wurde Brückenmaut eingehoben. Die dort tätigen Mautbeamten baten um den Bau einer Kapelle, da ihnen der Dienst nur selten erlaubte, die nächstgelegene, aber weit entfernte Kirche, die Pfarrkirche Leopoldau, zu einer Messe aufzusuchen.
1769, in der Regierungszeit Maria Theresias, wurde die Johannes-Nepomuk-Kapelle, ein schlichter Bau mit einem kleinen Turm, mit Erlaubnis des hier kirchlich maßgeblichen Passauer Konsistoriums beim südlichen Brückenende an der östlichen Straßenseite  errichtet, um Reisenden und hier Beschäftigten den Messbesuch zu ermöglichen. Als Benefiziat wurde Christian Volkmann eingesetzt. Unter seinem Nachfolger Hennrichs wurde die Kapelle 1809 samt der Kirchenkasse von den Franzosen geplündert.
In einem am 26. November 1778 ausgestellten Stiftbrief stiftete Maria Theresia in ihrer Funktion als Erzherzog von Österreich einen Geldbetrag, der im Kupferamt angelegt wurde, um aus den Erträgen die Messe an Sonn- und Feiertagen zu finanzieren. Der Arzt Jakob Bernhard Anton Rauch folgte am 30. Juli 1785 diesem Beispiel und stiftete ebenfalls Messen an Sonn- und Feiertagen. Diese Stiftung wurde später jedoch abgeändert und es wurden dann zusätzliche Gottesdienste an allen Mittwochen und an Stelle der 16 Feiertage an gleich vielen Samstagen damit finanziert.

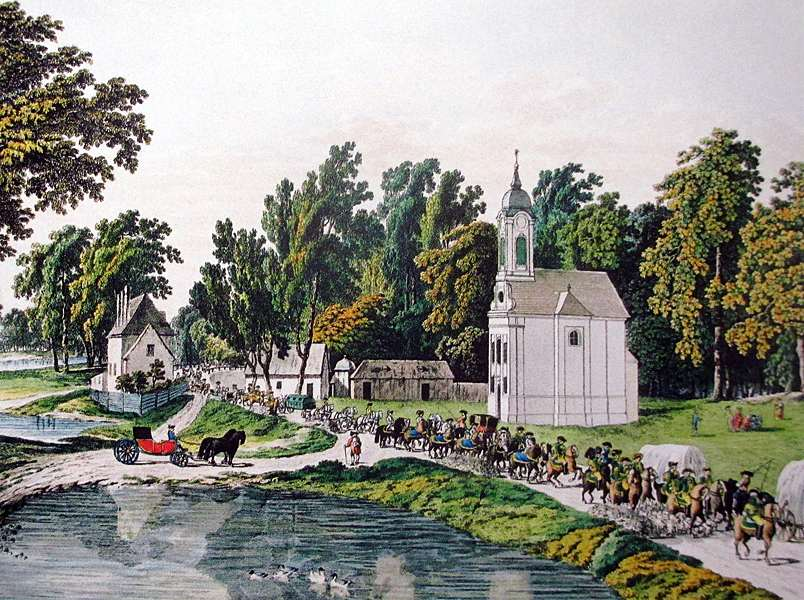
Die Kapelle auf einem Kupferstich von Johann Ziegler um 1785

Am 25. September 1814 begrüßte hier Kaiser Franz I. Zar Alexander von Russland und König Friedrich Wilhelm von Preußen, die nach dem Sieg über Napoléon Bonaparte zu Friedensverhandlungen beim Wiener Kongress anreisten. Das Gasthaus, das der Kapelle an der anderen Straßenseite gegenüberlag, erhielt aus diesem Anlass den Namen Zu den drei Alliierten.
1836 wurde Zwischenbrücken mit der Kapelle in die neu gegründete Pfarre Floridsdorf übernommen. Auch die Verwaltung der Stiftungsgelder wurde der neuen Pfarre übertragen.
Als das Gebiet zwischen dem Donaukanal und dem damaligen Hauptstrom, der heutigen Alten Donau, 1850 als 2. Bezirk nach Wien eingemeindet wurde, befand sich die Kapelle nun in diesem neuen Bezirk.
Die Johannes-Nepomuk-Kapelle wurde, da an ihrem Standort das Überschwemmungsgebiet des neuen Hauptstromes und ein Schutzdamm errichtet werden sollten, von der Donauregulierungskommission eingelöst und 1872 oder 1873 abgebrochen.

## Standortfrage
In der Literatur wird die Kapelle dem heutigen Gebiet des 20. Bezirks, Brigittenau, zugeschrieben. Entfernungsmessungen anhand des beim Lemma Zwischenbrücken publizierten Planes von 1821 unter Nutzung der damals wie heute bestehenden Brigittakapelle und des hier seit damals unveränderten Laufs des Donaukanals als Fixpunkte lassen diese Zuschreibung aber, vergleicht man mit heutigen Stadtplänen, als unplausibel erscheinen. Auch der Plan des Donaudurchstichs im Artikel Wiener Donauregulierung zeigt, dass sich die Kapelle nördlich des begradigten Flusslaufs befand.
Der Standort der Kapelle befand sich aber von 1850 an im 2. Bezirk (siehe oben); nach der Eingemeindung von Floridsdorf als 21. Bezirk, 1904, wurde der nördliche Teil des nunmehr links vom neuen Hauptstrom gelegenen Gebiets des 2. Bezirks erst per 19. Februar 1924 an den 21. Bezirk angeschlossen.